# Shubuta (Mississippi)
Shubuta est une ville américaine située dans le comté de Clarke, dans le Mississippi. Selon le recensement de 2020, sa population est de 406 habitants.